# Münzfund von Sandur

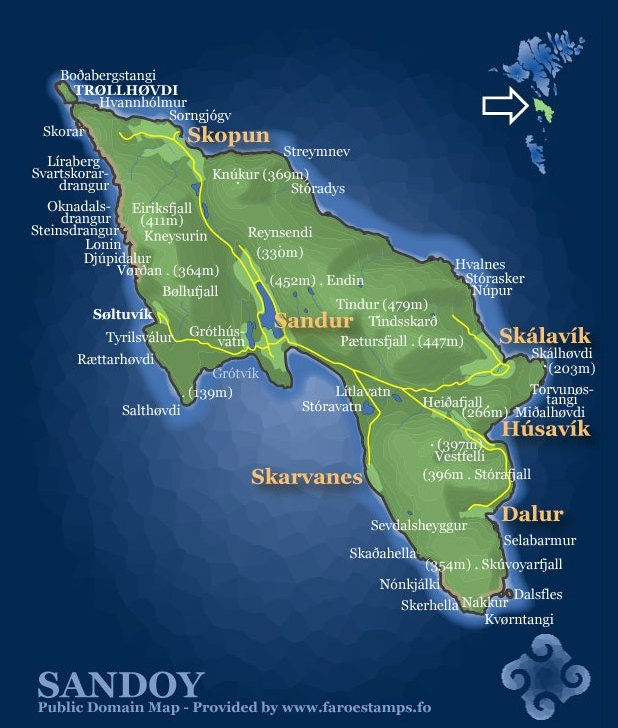
Lage

Der Münzfund von Sandur, auf der Insel Sandoy, die zu den Färöern gehört, stammt von 1863 und besteht aus 98 Silbermünzen, die wahrscheinlich zwischen 1070 und 1080 vergraben wurden. Es ist der älteste Münz-Depotfund auf dem Archipel.
Der Münzfund von Sandur ist nicht nur wegen des Alters der Münzen interessant, sondern auch wegen ihrer Herkunft, weil sich so nachweisen lässt, mit welchen Ländern die Färinger bereits im 11. Jahrhundert Handel trieben. Allgemein wird davon ausgegangen, dass die Wikingerzeit auf den Färöern 1035 zu Ende ging. Anschließend gerieten die Färöer zunehmend unter den Einfluss Norwegens, das dann das eigentliche Geldwesen der Färöer im Mittelalter einführte.
Die Münzen befinden sich heute im Historischen Museum der Färöer in Tórshavn und gehören dort zu den Hauptattraktionen.

## Fundort und Eigentümer
Der Fund von 1863 war ein reiner Zufall. Totengräber hoben ein Grab auf dem Friedhof von Sandur aus, und da die beiden Toten an der Pest gestorben waren, sollte das Grab besonders tief werden.
Der Fundort war an einer Stelle, wo sich einst der Altar der ersten Kirche von Sandur befand (die zweite Kirche auf den Färöern überhaupt). Historiker vermuten heute, dass diese Kirche die Privatkirche eines reichen Großbauern war, weil in ihrer unmittelbaren Nachbarschaft ein Wikingerhof ausgegraben wurde. So kann es sein, dass dieser Schatz dem Großbauern (und nicht der Kirche) gehörte.
Falls es sich um einen Großbauern gehandelt hat, deutet der Fund sehr vieler Münzen aus Deutschland darauf hin, dass er die färöische Wolle bis dorthin exportierte. Oder er verkaufte sie an Zwischenhändler, die ihrerseits mit diesen Münzen bezahlten.

## Verzeichnis der Münzen
- Aus England kamen folgende Münzen:
  - 3 von Aethelred II. (978 – 1013 und 1014 – 1016)
  - 9 von Knut dem Großen (1016 – 1035), eine davon war falsch
  - 3 von Harald I. Hasenfuß (1035 – 1040)
  - 8 von Eduard dem Bekenner (1042 – 1066)
  - 1 nicht näher identifizierte Fälschung
- Eine Münze aus Irland konnte nicht genau datiert werden, wird aber auf etwa 1050 geschätzt
- Aus Dänemark stammen
  - 2 von Knut III. Hardiknut (1035 – 1042)
  - 1 aus der Zeit zwischen 1050 und 1095
  - 2 Falschmünzen
- Norwegischer Herkunft sind 17 Münzen:
  - 1 aus der Doppelherrschaft von Magnus dem Guten und Harald dem Harten (1046 – 1047)
  - 2 aus der Zeit Haralds des Harten (1047 – 1066)
  - 4 aus der Doppelherrschaft von Magnus Haraldsson und Olav dem Stillen (1066 – 1069)
  - 10 nicht genau datierte Münzen, entweder aus der obigen Doppelherrschaftszeit, oder aber aus der Zeit Olavs des Stillen von 1069 bis 1093
- Ganze 50 Münzen stammen aus Deutschland:
  - 1 aus der Zeit von Konrad II. (1024 – 1039)
  - 2 von Bruno III. (Braunschweig) (1038 – 1057)
  - 1 von Teoderik von Lothringen (959 – 1032)
  - 1 von Bischof Eberhard I. (Augsburg) (1029 – 1047) mit dem Konterfei Kaiser Konrads II
  - 1 von Bischof Bernold von Utrecht (1027 – 1054)
  - 1 Münze ungewisser Herkunft aber der gleichen Art, wie die oben genannte aus Utrecht (heute Niederlande)
  - 1 Münze, die wahrscheinlich aus Breisach stammt
  - 1 aus Celle
  - 1 aus Deventer (heute Niederlande)
  - 1 aus Duisburg
  - 1 aus Goslar
  - 1 aus Huy (heute Belgien)
  - 1 aus Magdeburg
  - 1 aus Remagen
  - 1 aus Speyer
  - 1 aus Tiel (heute Niederlande)
  - 1 aus Würzburg
  - 29 weitere, die nicht zugeordnet werden konnten (Stand 1979)
- Auch aus Ungarn gelangte eine Münze hierher, und zwar aus der Zeit Stephans I. (997 – 1038)